# Шурангама сутра
Шурангама-сутра (не путать с «Шурангама-самадхи-сутрой») — сутра махаяны, один из основополагающих текстов чань-буддизма, на который ввиду его сложности составлено множество комментариев. 
Перевод этой сутры с санскрита на китайский первым сделал Кумараджива (китайское имя Цзюмолошэнь, ;;;;, 343-413). Он был индийцем, с детских лет обучался в буддийском монастыре. В качестве почётного пленника попал в Китай, где и прославился как выдающийся буддийский переводчик, под начало которого работал целый цех переводчиков. В истории распространения буддизма в Китае деятельность Кумарадживы считается переломным моментов, в который произошло становление и усиление собственно китайского буддизма. В "Заново составленной Трипитаки, изданной в годы Тайсё" в настоящее время насчитывается 55 переведённых им текстов, среди которых и "Шурангама сутра" в 2 цзюаня (Фошо шоулэн-янь саньмэй цзин, ;;;;;;;;). 
Согласно традиции Махаяны, Будда рассказал Шурангама-сутру специально для Ананды, который в то время уже был Сотапанной.
Шурангама-сутра переведена на китайский язык шраманой Парамити в 705 г. в Гуанчжоу (в монастыре Чжичжи 制止, Zhìzhĭ).